# 日本プロ野球名球会
一般社団法人日本プロ野球名球会（にっぽんプロやきゅうめいきゅうかい、英名： Golden Players Club）は、日本のプロ野球でプレーした選手および元選手による法人格をもった団体である。
通称：名球会（めいきゅうかい）。1978年7月24日に設立された。
設立当初の入会条件の中に昭和生まれであることが規定されていたため「昭和名球会」とも呼ばれていたが、現在は記録と実績で入会資格の条件を満たせば平成生まれ以降の選手も入会が認められている。

## 概要
1978年7月24日に、任意団体として発足。発足時の会員は18名で、投手は稲尾和久、梶本隆夫、金田正一、小山正明、鈴木啓示、皆川睦雄、村山実、米田哲也の8名。野手は江藤慎一、榎本喜八、王貞治、高木守道、土井正博、長嶋茂雄、野村克也、張本勲、広瀬叔功、山内一弘の10名。名球会が発足した背景には当時学閥や長老支配が幅を利かせていた野球界に若手OBが風穴を開ける意図があったとされている。入会資格を昭和生まれ以後に限定したのもそうした意図を汲んでのものであった。
1981年9月8日、税法上の理由から株式会社として法人化し「株式会社日本プロ野球名球会」に改組（代表取締役は金田正一、取締役は王貞治、長嶋茂雄）。名球会事務所は代表取締役の金田の個人事務所「カネダ企画」内に置いていた。
2009年、名球会の組織の在り方について、創設者の金田とその他のメンバーが対立し、金田は代表取締役を辞任した。後任に王貞治が就任し、事務所も東京都中央区京橋のビルに移転。
2010年10月15日に一般社団法人として現組織「一般社団法人日本プロ野球名球会」を設立（理事長は王貞治、副理事長は柴田勲、理事は鈴木啓示、長嶋茂雄、東尾修、山田久志、山本浩二）。一方で金田はこれに参加せずに退会した。株式会社としての法人は、2011年2月12日の株主総会で解散した。

### 現行体制
- 理事長：古田敦也
- 副理事長
  - 佐々木主浩
- 理事
  - 東尾修
  - 谷繁元信
  - 宮本慎也
  - 内川聖一
- 顧問
  - 王貞治
  - 山本浩二

## 活動
1978年の設立以来の「社会の恵まれない人達への還元とプロ野球の底辺拡大に寄与する」という目的に向かって「野球振興」と「社会貢献」という2つの分野において、継続した活動とともに社会情勢に対応した新しい活動に積極的に取り組んでいる。

### 野球振興
「プロ野球の底辺拡大に寄与する」ことを目的とする分野では、子どもの頃から野球に親しみ自らプレーを楽しむ人々を増やし、プロ野球ファンの拡大と惹いてはプロ野球選手を目指す人々のモチベーションアップに繋がるべく、会員の影響力が強くおよぶ少年野球への指導･支援に力を入れている。
全国各地で、自治体、教育委員会、少年野球チーム、企業などからの依頼に応じて、まず野球に興味を持ってもらうために、野球に親しみ体験できる「名球会ベースボールフェスティバル」を行っている。そこでは、会員が体験指導する投球や打撃、守備に真剣に向き合っている子どもとともに、応援にきた兄弟、両親、祖父母が、それぞれの時代のヒーローに会える場としても楽しまれている。野球がうまくなりたい少年少女に、会員が直接指導する「名球会野球教室」が行われている。そこでは、投球、打撃、守備のエキスパートが、子ども一人ひとりに声をかけ、コミュニケーションをとりながら指導が行われている。
その後、グローバル化の進展にともない、日本国外で野球を楽しみ普及活動をしている組織などからの依頼もあり、現在はアジアの国々（台湾、韓国、フィリピン）に会員が出向いて、現地で少年少女への指導･支援も行われている。このほかにも、「名球会杯」と名前の入った少年野球大会の開催支援や野球用具の不足している地域の子ども達への用具の寄贈。また、グランド以外でも児童生徒、少年野球チーム、少年刑務所受刑者などの方々へ、会員自らの経験にもとづいた講演を行い夢にチャレンジする勇気を伝えている。
1980年代には村山実が経営していたリージェント・ファーイーストと提携して「gpc」ブランドの野球用品を展開し、プロ野球でも田淵幸一等が使用していた。以降もデサントが名球会のユニフォーム支給等をサポートしている。90年代までは胸にペガサスロゴ入り、白地のタテジマユニフォームを野球教室で着用した。

### 社会貢献
「社会の恵まれない人達への還元」を目的とする分野では、誰もが安全に安心して野球を楽しめる、よりよい社会づくりへの貢献を目指し、社会的弱者の方々への支援活動を中心にしながら更に幅を拡げた活動を行っている。
設立当初より、名球会と会員の抜群の知名度を活かして、チャリティイベントを行い、集められた浄財を寄付している。よく知られているイベントとしては、年末テレビでも放送される「名球会チャリティゴルフ大会」があり、そこで集められた浄財は地元の社会事業団へ寄付されている。最近では、2011年3月11日に起きた東日本大震災の被災者支援のためのトークショーや講演会を開催し募金活動を行っている。これら以外にも多くのチャリティイベントを行い、点字図書館や日本赤十字社などへの寄付活動を継続的に行っている。直接的な支援活動として、2012年5月から、東北地方太平洋沖地震（東日本大震災）の被災者の暮らす仮設住宅を会員が訪ね、交流を図る“心のケアー”活動を国連の友Asia-Pacificと共同で継続して行っている。2012年7月に、国際親善という観点から韓国において、韓国プロ野球OB会「一球会」と共同で、聴力障害を持つ少年達への野球クリニックと日・韓プロ野球レジェンドマッチを行い韓国の野球ファンを楽しませている。また、記念事業や研修時の要望に応じ、地域住民、自衛隊員、企業人の方々へ、選手、監督として経験した記録や勝負、采配にまつわる話など多くの講演を行い教訓を伝えている。

## 入会資格
名球会は、以下の入会資格を満たした上で、入会の意思を表示すれば入会が認められる。参加はあくまで任意で、入会するかどうかは本人の意思による。国籍は問わず、入会資格を満たして入会の意思を示せば外国人選手・元選手も入会できる。韓国プロ野球や台湾プロ野球、日米の独立リーグなど、NPB・MLB以外の記録は含まれない。また、NPB・MLBであっても、春季非公式試合（オープン戦）やポストシーズンでの記録は積算の対象外である。
2020年時点での入会資格は以下の通り。
- 日本野球機構の選手または元選手
- 昭和生まれ以降[4]
- 日米通算（NPB、MLBの合算）で以下のいずれかを達成。ただし、NPBでの記録をスタート地点とする[注 4]。
  - 投手（通算200勝利以上、もしくは通算250セーブ以上）
  - 野手（通算2000安打以上[5]）
- 2019年からは記録において上記の入会資格は達していないものの理事会にて推薦を受けた選手について、会員の4分の3以上の賛成を得ることができれば、特例枠として会員になることができ、2022年12月9日に上原浩治と藤川球児の2名の特例入会が認められた。

### 入会資格の変遷

#### 創立当初の入会資格
- 1978年の創設当初の入会資格は以下の通りだった。※外国人選手もこの条件を満たして入会の意思を表示すれば入会を認めることを当時から公表していた。
  - NPBの選手または元選手
  - 昭和生まれ
  - NPBで以下のいずれかを達成
    - 通算200勝利以上
    - 通算2000安打以上
- 2003年12月、投手の分業化やメジャーリーグに入る日本人選手が増えたことを受け、通算250セーブ以上でも入会を認めることと、MLBに移籍することでNPBでの記録が伸ばせなくなる日本人選手の救済を意図して日米通算（NPBとMLBの成績を合算）とするという入会資格の拡張が決定した。
- 2012年、MLBのみで記録を達成したり、来日してNPBで日米通算2000安打以上を達成する選手[注 5]の扱いについて曖昧な状態が続いており、それを解消するために「名球会の入会資格においては、米日通算と日米通算とを区別する」ことが決まり、日本プロ野球での記録をスタート地点とするとの文言が入会資格に追加された。また同時に平成生まれのプロ野球選手が誕生したことにより、生年による制限も昭和以降生まれに改定された[注 6]。
- 2019年12月10日、ローテーション制度の確立などの要因により打者と比べて「通算200勝」の達成が困難な状況を踏まえて[6][7][8]、入会資格をいずれも満たしていない選手の入会を認める「特例枠」の創設が決議された。今後、理事会にて推薦を受けた選手が総会に諮られ、会員の4分の3以上の承認を得られれば入会が認められることになった[9][10]。
- 前述のとおり入会資格がなくても、理事会にて推薦を受けた選手について、会員の4分の3以上の賛成を得ることができれば、特例枠として入会できることになっており、2022年12月9日の総会において、上原浩治と藤川球児の特例での入会が発表された[11]。

## 会員
新たに入会した選手に、歓迎の意を込めて先輩会員が名球会ブレザーを着せる「名球会ブレザー贈呈式」が行われている。以前は記録達成時の試合終了後に記者会見を開いたうえで行われていたが、現在は試合開始前の連盟表彰時などに行われる。
会員の構成と通算成績は次の通り。五十音順。所属球団の太字は、その球団に在籍時に達成したことを示す。
投手16名、打者48名、名誉会員15名。データはいずれも2024年シーズン終了時点。
| dagger | 野球殿堂表彰者 | double-dagger | 現役選手 |

### 投手
- 資格：通算200勝以上、通算250セーブ以上

| 選手名                | 投 | 勝利数           | セーブ数          | 達成日         | 達成時年齢 | 所属球団                                    |
| --------------------- | -- | ---------------- | ----------------- | -------------- | ---------- | ------------------------------------------- |
| 岩瀬仁紀              | 左 | －               | 407               | 2010年6月16日  | 35歳7か月  | 中日                                        |
| 江夏豊                | 左 | 206              | －                | 1982年7月2日   | 34歳1か月  | 阪神、南海、広島、日本ハム、西武            |
| 工藤公康              | 左 | 224              | －                | 2004年8月17日  | 41歳3か月  | 西武、ダイエー、巨人、横浜、西武            |
| 黒田博樹              | 右 | 203 (日124/米79) | －                | 2016年7月23日  | 41歳5か月  | 広島、LAD、NYY、広島                        |
| 佐々木主浩            | 右 | －               | 381 (日252/米129) | 2000年7月16日  | 32歳4か月  | 大洋（横浜）、SEA、横浜                     |
| 鈴木啓示              | 左 | 317              | －                | 1977年4月26日  | 29歳6か月  | 近鉄                                        |
| 高津臣吾              | 右 | －               | 313 (日286/米27)  | 2003年8月16日  | 34歳8か月  | ヤクルト、CWS、NYM、ヤクルト                |
| 野茂英雄              | 右 | 201 (日78/米123) | －                | 2005年6月15日  | 36歳9か月  | 近鉄、LAD、NYM、MIL、 DET、BOS、LAD、TB、KC |
| 東尾修                | 右 | 251              | －                | 1984年9月15日  | 34歳3か月  | 西鉄（太平洋、クラウン、西武）              |
| 平野佳寿              | 右 | －               | 257 (日249/米8)   | 2023年10月2日  | 39歳6か月  | オリックス、AZ、SEA、オリックス             |
| 平松政次              | 右 | 201              | －                | 1983年10月21日 | 36歳1か月  | 大洋                                        |
| 山田久志              | 右 | 284              | －                | 1982年4月29日  | 33歳9か月  | 阪急                                        |
| 山本昌広 · （山本昌） | 左 | 219              | －                | 2008年8月4日   | 42歳11か月 | 中日                                        |
| 米田哲也              | 右 | 350              | －                | 1966年8月14日  | 28歳5か月  | 阪急、阪神、近鉄                            |

### 野手
- 資格：通算2000安打以上

| 選手名                  | 打 | 安打数               | 達成日        | 達成時年齢 | 所属球団                                             |
| ----------------------- | -- | -------------------- | ------------- | ---------- | ---------------------------------------------------- |
| 青木宣親                | 左 | 2730 (日1956/米774)  | 2017年6月11日 | 35歳5か月  | ヤクルト、MIL、KC、SF、SEA、 HOU、TOR、NYM、ヤクルト |
| 秋山幸二                | 右 | 2157                 | 2000年8月18日 | 38歳4か月  | 西武、ダイエー                                       |
| 浅村栄斗                | 右 |                      | 2025年5月24日 | 34歳6か月  | 西武、楽天                                           |
| 阿部慎之助              | 左 | 2132                 | 2017年8月13日 | 38歳4か月  | 巨人                                                 |
| 新井貴浩                | 右 | 2203                 | 2016年4月26日 | 39歳2か月  | 広島、阪神、広島                                     |
| 新井宏昌                | 左 | 2038                 | 1992年7月8日  | 40歳2か月  | 南海、近鉄                                           |
| 荒木雅博                | 右 | 2045                 | 2017年6月3日  | 39歳8か月  | 中日                                                 |
| 有藤通世                | 右 | 2057                 | 1985年7月11日 | 38歳6か月  | ロッテ                                               |
| 井口資仁                | 右 | 2254 (日1760/米494)  | 2013年7月26日 | 38歳7か月  | ダイエー、CWS、PHI、SD、 PHI、ロッテ                 |
| 石井琢朗                | 左 | 2432                 | 2006年5月11日 | 35歳8か月  | 大洋（横浜）、広島                                   |
| 稲葉篤紀                | 左 | 2167                 | 2012年4月28日 | 39歳8か月  | ヤクルト、日本ハム                                   |
| 内川聖一                | 右 | 2186                 | 2018年5月9日  | 35歳9か月  | 横浜、ソフトバンク、ヤクルト                         |
| 王貞治                  | 左 | 2786                 | 1974年8月4日  | 34歳2か月  | 巨人                                                 |
| 大島洋平                | 左 | 2044                 | 2023年8月26日 | 37歳9か月  | 中日                                                 |
| 小笠原道大              | 左 | 2120                 | 2011年5月5日  | 37歳6か月  | 日本ハム、巨人、中日                                 |
| 加藤秀司                | 左 | 2055                 | 1987年5月7日  | 38歳11か月 | 阪急、広島、近鉄、巨人、南海                         |
| 金本知憲                | 左 | 2539                 | 2008年4月12日 | 40歳0か月  | 広島、阪神                                           |
| 清原和博                | 右 | 2122                 | 2004年6月4日  | 36歳9か月  | 西武、巨人、オリックス                               |
| 栗山巧                  | 左 | 2148                 | 2021年9月4日  | 38歳0か月  | 西武                                                 |
| 小久保裕紀              | 右 | 2041                 | 2012年6月24日 | 40歳8か月  | ダイエー、巨人、ソフトバンク                         |
| 駒田徳広                | 左 | 2006                 | 2000年9月6日  | 37歳11か月 | 巨人、横浜                                           |
| 坂本勇人                | 右 | 2415                 | 2020年11月8日 | 31歳10か月 | 巨人                                                 |
| 柴田勲                  | 両 | 2018                 | 1980年8月7日  | 36歳5か月  | 巨人                                                 |
| 鈴木一朗 · （イチロー） | 左 | 4367 (日1278/米3089) | 2004年5月21日 | 30歳6か月  | オリックス、SEA、NYY、MIA、SEA                       |
| 立浪和義                | 左 | 2480                 | 2003年7月5日  | 33歳10か月 | 中日                                                 |
| 田中幸雄                | 右 | 2012                 | 2007年5月17日 | 39歳5か月  | 日本ハム                                             |
| 谷繁元信                | 右 | 2108                 | 2013年5月6日  | 42歳5か月  | 大洋（横浜）、中日                                   |
| 土井正博                | 右 | 2452                 | 1977年7月5日  | 33歳6か月  | 近鉄、太平洋（クラウン、西武）                       |
| 鳥谷敬                  | 左 | 2099                 | 2017年9月8日  | 36歳2か月  | 阪神、ロッテ                                         |
| 中村紀洋                | 右 | 2106 (日2101/米5)    | 2013年5月1日  | 39歳9か月  | 近鉄、LAD、オリックス、中日、 楽天、DeNA             |
| 野村謙二郎              | 左 | 2020                 | 2005年6月23日 | 38歳9か月  | 広島                                                 |
| 張本勲                  | 左 | 3085                 | 1972年8月19日 | 32歳2か月  | 東映（日拓、日本ハム）、巨人、ロッテ                 |
| 広瀬叔功                | 右 | 2157                 | 1972年7月1日  | 35歳10か月 | 南海                                                 |
| 福浦和也                | 左 | 2000                 | 2018年9月22日 | 42歳9か月  | ロッテ                                               |
| 福留孝介                | 左 | 2450 (日1952/米498)  | 2016年6月25日 | 39歳1か月  | 中日、CHC、CLE、CWS、阪神、中日                      |
| 福本豊                  | 左 | 2543                 | 1983年9月1日  | 35歳9か月  | 阪急                                                 |
| 藤田平                  | 左 | 2064                 | 1983年5月3日  | 35歳6か月  | 阪神                                                 |
| 古田敦也                | 右 | 2097                 | 2005年4月24日 | 39歳8か月  | ヤクルト                                             |
| 前田智徳                | 左 | 2119                 | 2007年9月1日  | 36歳2か月  | 広島                                                 |
| 松井稼頭央              | 両 | 2705 (日2090/米615)  | 2009年8月15日 | 33歳9か月  | 西武、NYM、COL、HOU、楽天、西武                      |
| 松井秀喜                | 左 | 2643 (日1390/米1253) | 2007年5月6日  | 32歳10か月 | 巨人、NYY、LAA、OAK、TB                              |
| 松原誠                  | 右 | 2095                 | 1980年4月23日 | 36歳3か月  | 大洋、巨人                                           |
| 宮本慎也                | 右 | 2133                 | 2012年5月4日  | 41歳5か月  | ヤクルト                                             |
| 山崎裕之                | 右 | 2081                 | 1983年9月18日 | 36歳8か月  | 東京（ロッテ）、西武                                 |
| 山本浩二                | 右 | 2339                 | 1984年5月5日  | 37歳6か月  | 広島                                                 |
| A・ラミレス             | 右 | 2017                 | 2013年4月6日  | 38歳6か月  | ヤクルト、巨人、DeNA                                 |
| 若松勉                  | 左 | 2173                 | 1985年10月9日 | 38歳5か月  | ヤクルト                                             |
| 和田一浩                | 右 | 2050                 | 2015年6月11日 | 42歳11か月 | 西武、中日                                           |

### 特例入会
上記の記録案件を満たしていなかった場合でも、「名球会の入会規定に相当する記録保持者」として特に理事会からの推薦を受け、かつ会員の4分の3以上の賛成があれば、特例で入会が認められる制度が2019年に設けられた。

#### 投手
| 選手名   | 投 | 勝利数           | セーブ数        | 入会認定日    | 入会時年齢 | （最終）所属球団 |
| -------- | -- | ---------------- | --------------- | ------------- | ---------- | ---------------- |
| 上原浩治 | 右 | 134 (日112/米22) | 128 (日33/米95) | 2022年12月9日 | 47         | 巨人             |
| 藤川球児 | 右 | 61 (日60/米1)    | 245 (日243/米2) | 2022年12月9日 | 42         | 阪神             |

## 名誉会員
会員のまま死去した人物は「名誉会員」として、当会に名前を残すこととなる。2025年6月現在の名誉会員は下記の16名。
| 選手名   | 投打 | 安打数 | 勝数 | 達成日         | 達成時年齢 | 所属球団                           | 備考                         |
| -------- | ---- | ------ | ---- | -------------- | ---------- | ---------------------------------- | ---------------------------- |
| 稲尾和久 | 右   | －     | 276  | 1962年8月25日  | 25歳2か月  | 西鉄                               | 2007年11月13日死去（70歳没） |
| 江藤慎一 | 右   | 2057   | －   | 1975年9月6日   | 37歳11か月 | 中日、ロッテ、大洋、太平洋、ロッテ | 2008年2月28日死去（70歳没）  |
| 大島康徳 | 右   | 2204   | －   | 1990年8月21日  | 39歳10か月 | 中日、日本ハム                     | 2021年6月30日死去（70歳没）  |
| 大杉勝男 | 右   | 2228   | －   | 1981年7月24日  | 36歳4か月  | 東映（日拓、日本ハム）、ヤクルト   | 1992年4月30日死去（47歳没）  |
| 梶本隆夫 | 左   | －     | 254  | 1967年6月6日   | 32歳1か月  | 阪急                               | 2006年9月23日死去（71歳没）  |
| 門田博光 | 左   | 2566   | －   | 1987年8月26日  | 39歳6か月  | 南海、オリックス、ダイエー         | 2023年1月24日死去（74歳没）  |
| 北別府学 | 右   | －     | 213  | 1992年7月16日  | 35歳0か月  | 広島                               | 2023年6月16日死去（65歳没）  |
| 衣笠祥雄 | 右   | 2543   | －   | 1983年8月9日   | 36歳6か月  | 広島                               | 2018年4月23日死去（71歳没）  |
| 小山正明 | 右   | －     | 320  | 1964年8月13日  | 30歳0か月  | 阪神、東京（ロッテ）、大洋         | 2025年4月18日死去（90歳没）  |
| 高木守道 | 右   | 2274   | －   | 1978年4月5日   | 36歳8か月  | 中日                               | 2020年1月17日死去（78歳没）  |
| 長嶋茂雄 | 右   | 2471   | －   | 1971年5月25日  | 35歳3か月  | 巨人                               | 2025年6月3日死去（89歳没）   |
| 野村克也 | 右   | 2901   | －   | 1970年10月18日 | 35歳3か月  | 南海、ロッテ、西武                 | 2020年2月11日死去（84歳没）  |
| 皆川睦雄 | 右   | －     | 221  | 1968年10月6日  | 33歳3か月  | 南海                               | 2005年2月6日死去（69歳没）   |
| 村田兆治 | 右   | －     | 215  | 1989年5月13日  | 39歳5か月  | 東京（ロッテ）                     | 2022年11月11日死去（72歳没） |
| 村山実   | 右   | －     | 222  | 1970年7月7日   | 33歳6か月  | 阪神                               | 1998年8月22日死去（61歳没）  |
| 山内一弘 | 右   | 2271   | －   | 1967年10月14日 | 35歳5か月  | 毎日（大毎）、阪神、広島           | 2009年2月2日死去（76歳没）   |

## 退会者
金田と谷沢は2010年の一般社団法人移行時に参加せずにしばらくして退会扱い。堀内は一部会員との確執の末、自主的に退会した。榎本は初期メンバーであったが、その後の活動にもほとんど参加しなかったために除籍扱いとなった。
江夏は自身の不祥事の結果、しばらくの間は退会扱いだったが、現在は会員として復帰している。また野村もヤクルト監督就任以降はほとんど活動に参加せずに、2000年代後半に一時期メンバーから名前が消えていたが、のちに復活し、死去後も名誉会員として扱われている。
- 投手

| 選手名   | 投 | 勝数 | セーブ数 | 達成日       | 達成時年齢 | 所属球団   | 備考                        |
| -------- | -- | ---- | -------- | ------------ | ---------- | ---------- | --------------------------- |
| 金田正一 | 左 | 400  | －       | 1958年6月6日 | 24歳10か月 | 国鉄、巨人 | 2019年10月6日死去（86歳没） |
| 堀内恒夫 | 右 | 203  | －       | 1980年6月2日 | 32歳4か月  | 巨人       |                             |

- 野手

| 選手名   | 打 | 安打数 | 達成日         | 達成時年齢 | 所属球団                         | 備考                        |
| -------- | -- | ------ | -------------- | ---------- | -------------------------------- | --------------------------- |
| 榎本喜八 | 左 | 2314   | 1968年7月21日  | 31歳7か月  | 毎日（大毎、東京、ロッテ）、西鉄 | 2012年3月14日死去（75歳没） |
| 谷沢健一 | 左 | 2062   | 1985年10月23日 | 38歳1か月  | 中日                             |                             |

## 入会資格を有する未入会者
落合は2000安打達成時に入会を辞退。アルフォンソ・ソリアーノは2013年に日米通算2000安打を達成し、名球会入会の条件もクリアして入会資格を獲得。またソリアーノ本人も入会に前向きな姿勢を見せたが、NPBでは通算2安打に留まり、その後にMLBで1998安打を記録したという特殊な記録であったため、入会を認めるかどうかが同年12月の総会で話し合われることになったと報道された。しかし、その後の続報は全くなく、また曖昧となり、現時点では入会は認められていない。なお、ダルビッシュ有は入会辞退の意向は見せていないが、「セレモニー的なことはもう少し先でお願いします」とのことで、現時点では入会保留扱いとされている。
- 投手（通算200勝または250セーブ以上）

| 選手名         | 投 | 勝数                 | セーブ数 | 達成日        | 達成時年齢 | 所属球団                    |
| -------------- | -- | -------------------- | -------- | ------------- | ---------- | --------------------------- |
| ダルビッシュ有 | 右 | 203 （日93 / 米110） | －       | 2024年5月19日 | 37歳9か月  | 日本ハム、TEX、LAD、CHC、SD |

- 野手（通算2000安打以上）

| 選手名        | 打 | 安打数            | 達成日        | 達成時年齢 | 所属球団                     |
| ------------- | -- | ----------------- | ------------- | ---------- | ---------------------------- |
| 落合博満      | 右 | 2371              | 1995年4月15日 | 41歳4か月  | ロッテ、中日、巨人、日本ハム |
| A・ソリアーノ | 右 | 2097 (日2/米2095) | 2013年8月7日  | 37歳7か月  | 広島、NYY他                  |

## 入会資格を有しない記録達成者
入会資格が「昭和以降に生まれた選手」であるため、大正以前に生まれた以下の記録達成者はこれに該当しない。
- 投手（通算200勝または250セーブ以上）

| 選手名                 | 投 | 勝数 | セーブ数 | 達成日         | 達成時年齢 | 所属球団                       |
| ---------------------- | -- | ---- | -------- | -------------- | ---------- | ------------------------------ |
| ヴィクトル・スタルヒン | 右 | 303  | －       | 1946年10月20日 | 30歳5か月  | 巨人、パシフィック、大映、高橋 |
| 杉下茂                 | 右 | 215  | －       | 1957年10月23日 | 32歳1か月  | 中日、大毎                     |
| 中尾碩志               | 左 | 209  | －       | 1955年8月11日  | 35歳8か月  | 巨人                           |
| 野口二郎               | 右 | 237  | －       | 1948年9月3日   | 29歳7か月  | 翼軍、西鉄軍、阪急             |
| 藤本英雄               | 右 | 200  | －       | 1955年10月11日 | 37歳4か月  | 巨人、中日、巨人               |
| 別所毅彦               | 右 | 310  | －       | 1954年6月5日   | 31歳8か月  | 南海、巨人                     |
| 若林忠志               | 右 | 237  | －       | 1947年11月3日  | 39歳8か月  | 大阪、毎日                     |

- 野手（通算2000安打以上）

| 選手名   | 打 | 安打数 | 達成日        | 達成時年齢 | 所属球団 |
| -------- | -- | ------ | ------------- | ---------- | -------- |
| 川上哲治 | 左 | 2351   | 1956年5月31日 | 36歳2か月  | 巨人     |

## その他
2006年、通算1904安打で引退していた松永浩美が、元プロ野球選手によって開催されるプロ野球マスターズリーグで96安打を記録し、現役時代との合計安打が2000本となった。当時の名球会・マスターズリーグ双方の規定で、マスターズリーグでの記録がNPB通算記録と合算され、入会資格を得れば「名誉会員」として正会員に準ずる扱いをされると定められており、松永は初の名誉会員として表彰された。しかし、2009年のマスターズリーグ中断や名球会の改組等によりこの規定はうやむやとなり、現在の名球会HPにおける名誉会員の欄は物故者だけになっており、松永は掲載されていない。